# エルヴィン・コステデ
エルヴィン・コステデ（Erwin Kostedde、1946年5月21日 - ）は、ドイツ出身の元サッカー選手。ドイツ人の母親とアフリカ系アメリカ人の父親の間に生まれ、西ドイツ代表でプレーする最初の黒人選手となった。 1970-71シーズンにベルギーリーグで、1979-80シーズンにリーグ・アンで得点王となった。

## 経歴
コステデはブンデスリーガで218試合に出場して98ゴールをあげた。西ドイツ代表として3キャップを獲得、最初の出場は1974年だった。
1990年、コステデは娯楽施設での窃盗の容疑をかけられ、刑務所で6ヶ月間を過ごしたが、無罪とされ、補償金3000ドイツマルクを受け取った。
1994年に創刊されたキッカーズ・オッフェンバッハのファンジンは彼の名誉を称えて「エルヴィン」と名付けられた。同誌は13年間刊行され、通巻65号が発刊された。

## タイトル

### 個人
- ジュピラー・プロ・リーグ得点王 : 1回 (1970-71)
- ディビジョン・アン得点王 : 1回 (1979-80)